# Araneus quadratus minimus
Araneus quadratus là một phân loài nhện trong họ Araneidae.
Loài này thuộc chi Araneus. Araneus quadratus minimus được miêu tả năm 1889 bởi Gétaz.

## Hình ảnh

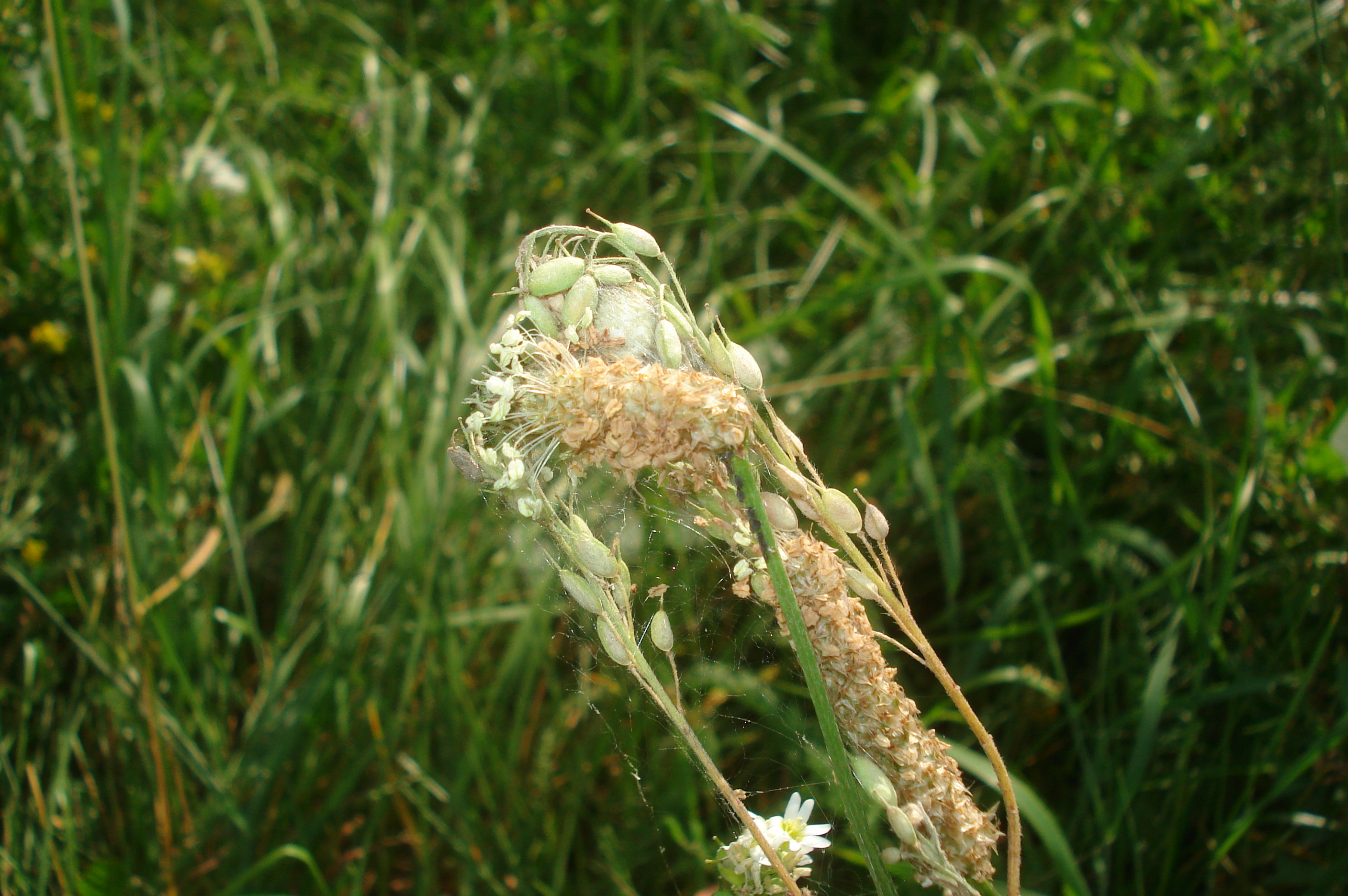
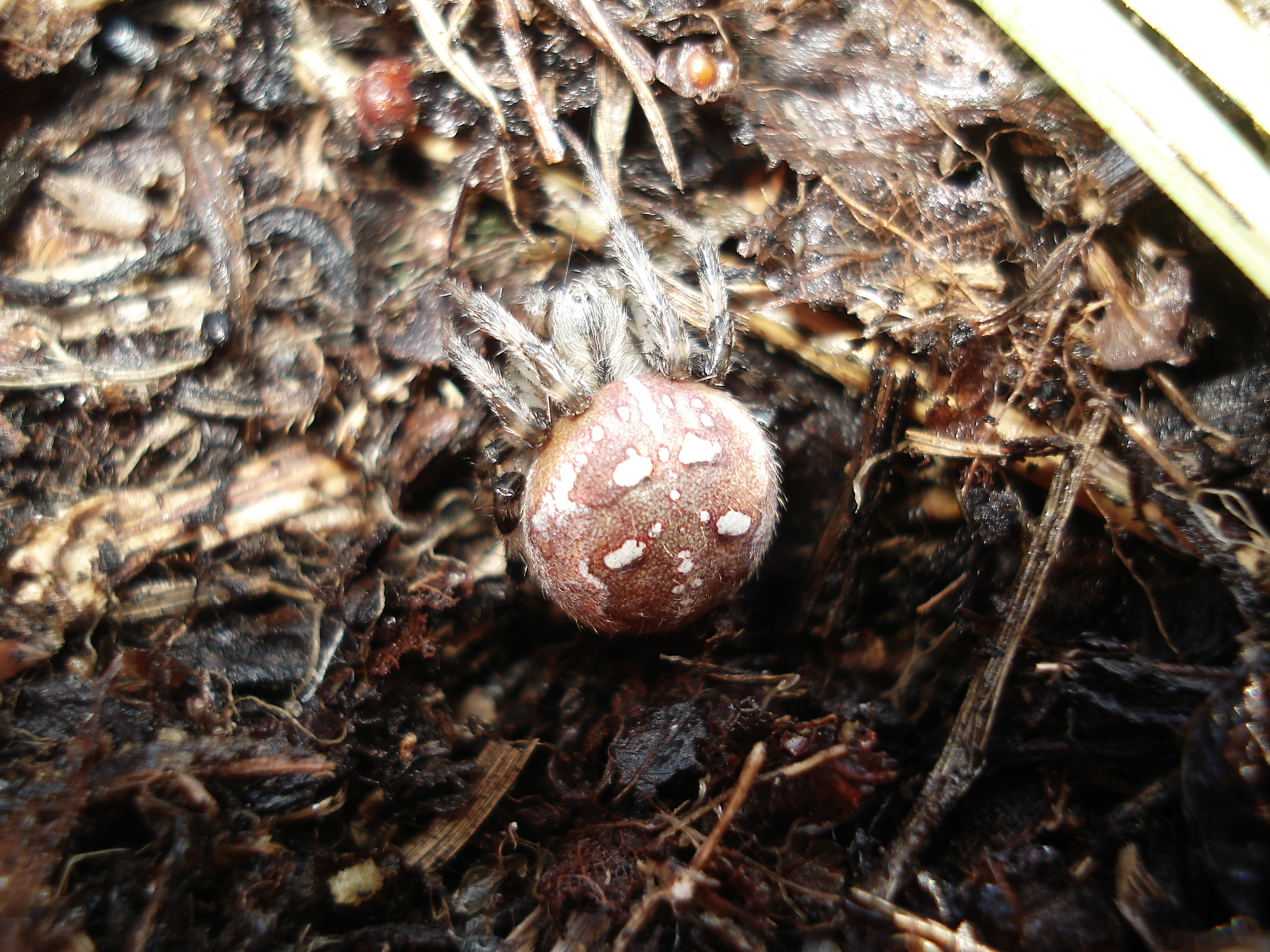
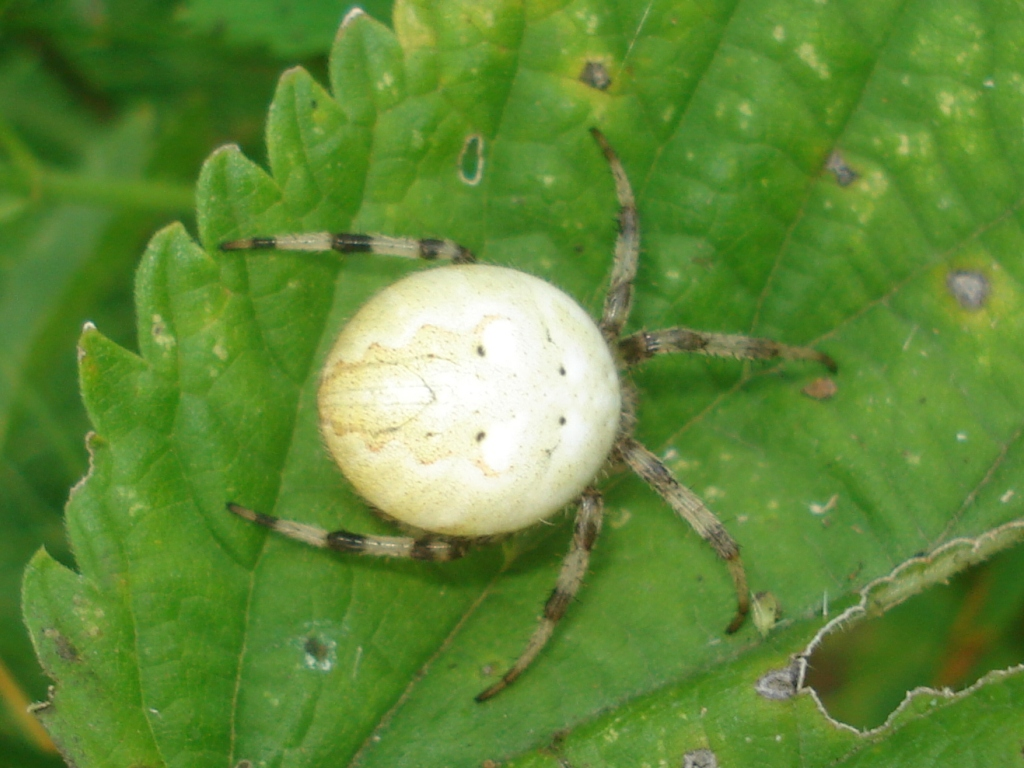